# Fan Bin
Fan Bin född den 30 maj 1974, är en kinesisk gymnast.
Han tog OS-brons i räck och OS-silver i lagmångkampen i samband med de olympiska gymnastiktävlingarna 1996 i Atlanta.